# Mühldorf, Lower Austria
Mühldorf là một thị xã thuộc huyện Krems-Land trong bang Niederösterreich.